# رعي الحمام المخطط
رِعْيُ الحمام المخطط نوع من رعي الحمام في الفصيلة اللويزية تعلو نحو ٤٥ سم. ساقها منتصبة زباء اللحاء. أوراقها لاطئة نصف حاضنة. نصلها خشن الصفحة العليا، أملس السفلي خملي العروق. أزهارها فواحة العرف لونها إلى الليلكي الأزرق. ازهرارها يستمر من حزيران إلى آب. موطنها البرازيل والأرجنتين وهي ليست شديدة التحمل في المناخات المعتدلة ، حيث تزرع من البذور سنويًا.